# Jumbo (SB-Warenhaus)

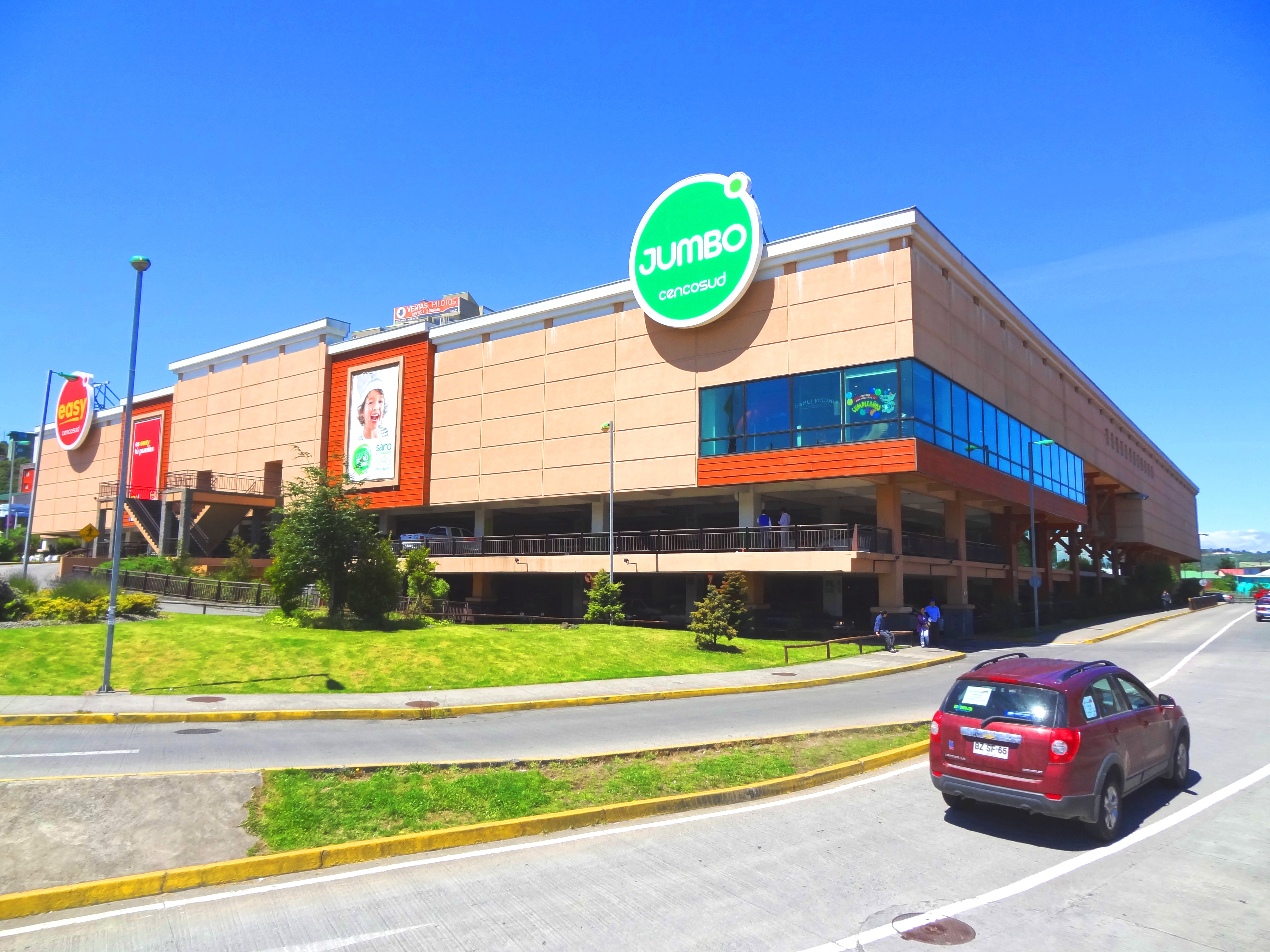
Jumbo-Hypermarkt in Puerto Montt

Jumbo ist eine chilenische SB-Warenhaus-Kette mit Niederlassungen in Chile, Argentinien und Kolumbien. Das Unternehmen ist Teil der Cencosud-Gruppe, die seit 2025 von den Erben des deutsch-chilenischen Unternehmers Horst Paulmann kontrolliert wird.
Laut Marktforschungen aus Chile richtet sich dieser Hypermarkt hauptsächlich an die obere Mittelschicht sowie an die gehobenen sozioökonomischen Schichten. Zudem ist er für den Import deutscher Produkte bekannt, die vor ihrer breiten Vermarktung in diesem Einzelhandelsunternehmen für die deutsche Minderheit in Chile bislang schwer zugänglich waren oder nur zu deutlich höheren Preisen erhältlich waren.

## Geschichte

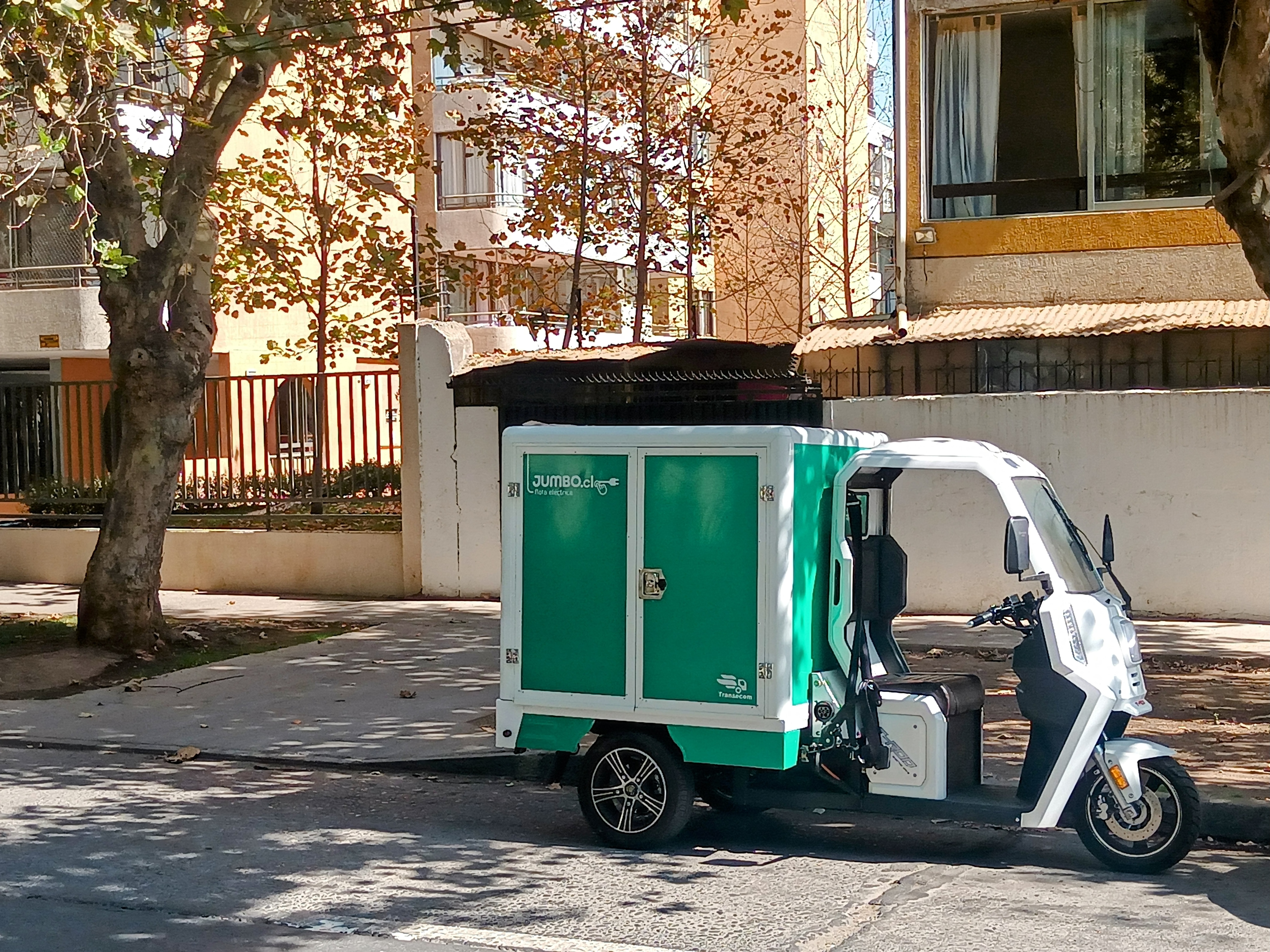
Jumbos elektrisches Hauslieferfahrzeug

1962 gründeten Horst Paulmann und sein Bruder Jürgen Paulmann den ersten Las-Brisas-Supermarkt im Stadtzentrum von Temuco, der Regionalhauptstadt der Region La Araucanía. Diese Initiative bildete die Grundlage für die Expansion des Unternehmens in die chilenische Hauptstadt Santiago. Am 9. September 1976 wurde in der Kommune Las Condes von Santiago der erste Jumbo-Hypermarkt eröffnet. Zur Steigerung der Markenbekanntheit wurde ein Markenmaskottchen entwickelt, das vom imposanten Elefanten eines New Yorker Zirkus inspiriert ist und als Symbol für die Größenordnung des Unternehmens fungieren soll. Der Elefant wurde auf den Namen „Jumbito“ getauft, was auf Spanisch „kleiner Jumbo“ bedeutet. Für Marketingzwecke wurden Stofftiere gefertigt, die eine zentrale Rolle bei den Wettbewerben im tierbezogenen Programm Maravillozoo des Senders Canal 13 einnahmen. Im Rahmen dieses Programms vergab eine Fachjury den Teilnehmern entsprechend ihrer Leistungen eine festgelegte Anzahl von „Jumbitos“ als Bewertungspunkte. Nach dem erzielten kommerziellen Erfolg wurde der zweite Hypermarktstandort in der Avenida-Francisco-Bilbao in derselben Kommune eröffnet. Im weiteren Verlauf folgte die Einweihung eines dritten Standorts in der Gemeinde Maipú innerhalb derselben Stadt.
1982 wurde in Buenos Aires, Argentinien, der erste Jumbo-Hypermarkt außerhalb Chiles eröffnet.
Im Jahr 2012 übernahm Cencosud die Carrefour-Filialen in Kolumbien und benannte sie in Jumbo um.
Im Rahmen einer Produktverkaufskampagne veranstaltete Jumbo in Chile die „Deutsche Woche“ (span. Semana Alemana) und verkaufte importierte Produkte aus Deutschland mit Angeboten und Rabatten.
Ab 2019 setzte die Kette auf Elektromobilität und startete in Chile einen Hauslieferdienst mit Elektrofahrzeugen. Bis 2022 verfügte die Kette bereits über 77 Elektrofahrzeuge für diese Aufgaben und reduzierte so ihren CO2-Fußabdruck.